# Orient (1791)
Ориент — 118-пушечный линейный корабль французского флота типа «Океан», один из крупнейших парусных кораблей в истории. «Orient» являлся флагманом французского флота в битве при Абукире в августе 1798 года, погиб при взрыве пороховых погребов. Это событие было увековечено в живописи и в литературе.

## Служба
Корабль был заложен в Тулоне, и спущен на воду 20 июля 1791 года под названием Dauphin Royal. В сентябре 1792 года, после возникновения французской Первой республики, ещё не введённый в строй, был переименован в Sans Culotte, в честь санкюлотов.
С 14 марта 1795 года принял участие в битве при Генуе в качестве флагманского корабля контр-адмирала Мартина. Он прикрывал тыл французской линии боя, вёл перестрелку с HMS Bedford и HMS Egmont, но ночью потерял контакт со своим флотом и таким образом, прекратил дальнейшее участие в сражении. В мае 1795 года Sans Culotte снова переименован вследствие термидорианской реакции, и получил наиболее известное своё имя Orient.
В 1798 году, Orient стал флагманом эскадры, под командованием адмирала де Брюе, отряжённой для перевозки французских войск в Египет.  Командовал кораблём капитан Казабьянка. На корабле также отправилось руководство экспедиционной армии, в частности её главнокомандующий Наполеон Бонапарт. Флот удачно избежал встречи с британской эскадрой, блокирующей французское побережье, и захватил Мальту, после чего направился на высадку войск в Египет. После высадки, «Ориент» вместе со всем флотом встал на якорь в бухте к востоку от Александрии, в, как считалось, сильной оборонительной позиции. Английская эскадра Нельсона обнаружила французский флот 1 августа, и напала на французов на следующий день. Нельсон вёл бой, отправив свои корабли между берегом и французскими кораблями, уничтожая их по одному перекрёстным огнём. Orient в конце концов, попал под обстрел пяти кораблей сразу, загорелся и взорвался в 22:30.
Французский командующий, адмирал Брюе, находившийся на Ориенте, был убит ядром ранее, и был  уже мёртв на момент взрыва своего флагмана; капитан Казабьянка погиб. 

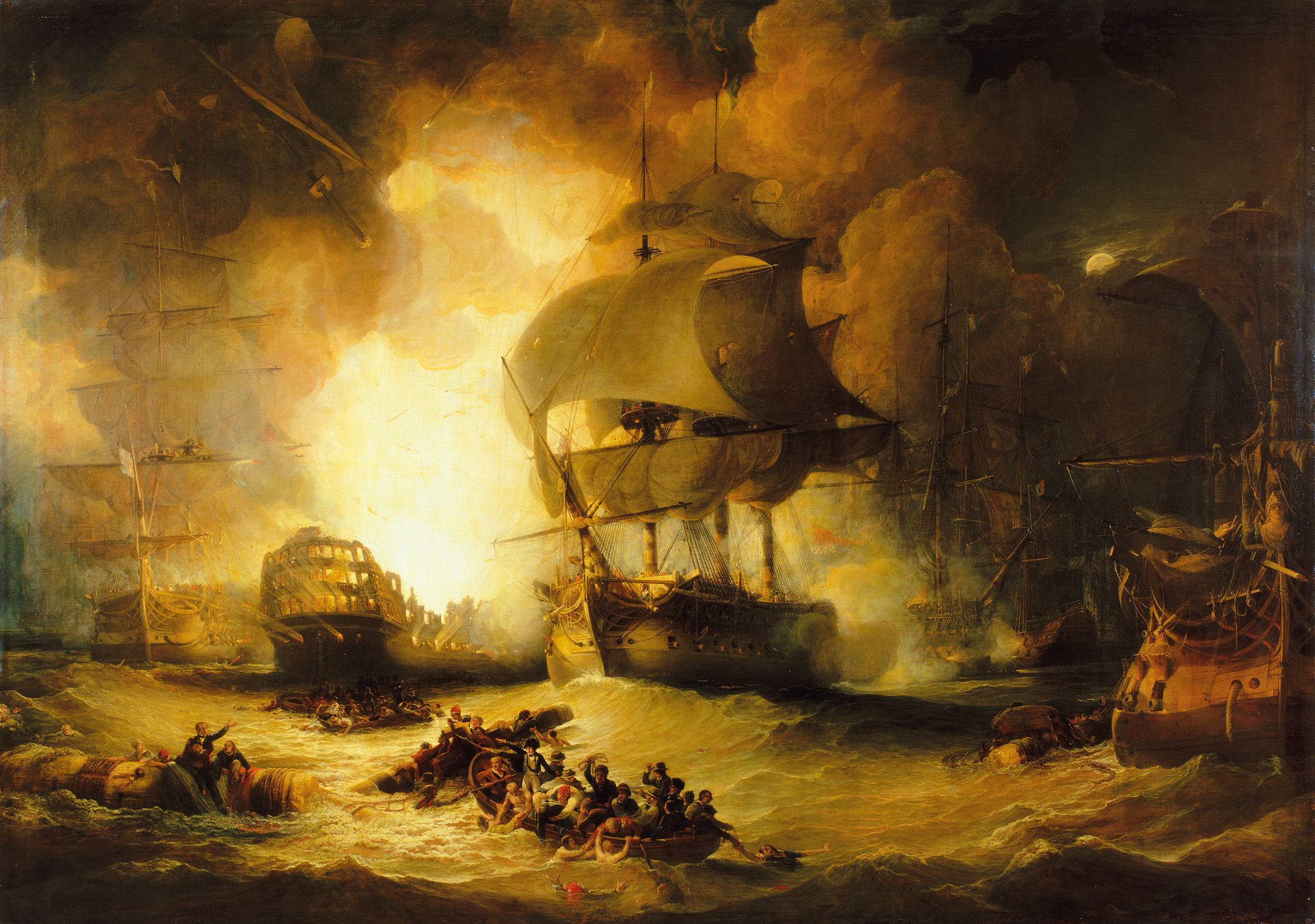
Разрушение L’Orient в битве при Абукире, 1 август 1798, картина Джорджа Арнальда, на выставке в Национальном Морском музее в Гринвиче, Лондон.

Число жертв взрыва флагманского корабля является спорным: британские рапорты сообщили о 70 выживших, но отразили  при этом только число спасенных на борт собственных кораблей. Из этой цифры следовало бы, что из 1130 человек команды погибло подавляющее большинство.  Однако, согласно французским данным, команда на борту была далека от полного комплекта, а ряд выживших, возможно, был подобран французскими кораблями. Контр-адмирал Декре сообщил о даже 760 выживших при взрыве.
Взрыв  «Ориента» часто представляют как поворотный момент битвы; на самом деле, битва была окончательно выиграна англичанами только позднее, уже в сумерках; перерыв в действиях воюющих сторон после взрыва был весьма недолгим.

## Освещение события
Взрыв «Ориент» произвёл большое впечатление на современников, как из-за своего исторического значения, так и большого количества погибших и больших размеров корабля, самого трагизма в разрушении. Впечатление было усугублено присутствием на борту юного сына капитана Казабьянки, который также погиб во время взрыва; эта деталь вдохновила британскую поэтессу Фелицию Хеманс на написание стихотворения «Казабьянка» которое долгое время включалось в британские школьные хрестоматии.
Когда пять лет спустя адмирал Нельсон, триумфатор Абукирского сражения, был убит в победоносном для англичан сражении при Трафальгаре, он был похоронен в гробу, вырезанном из главной мачты «Ориента».

## Археология
В период с 1998 по 1999 год, французский археолог Франк Годдио возглавил экспедицию, осуществившую подводное археологическое исследование «Ориента»  на месте его гибели. При этом из моря были подняты многие артефакты, включая как огнестрельное оружие, монеты, личные вещи членов экипажа.
Распределение артефактов и обломков на морском дне позволяет предположить, что Orient был уничтожен не одним, а двумя почти одновременными взрывами.